# Czelatyce
Czelatyce ist eine Ortschaft mit einem Schulzenamt der Gemeinde Rokietnica im Powiat Jarosławski der Woiwodschaft Karpatenvorland in Polen.

## Geschichte

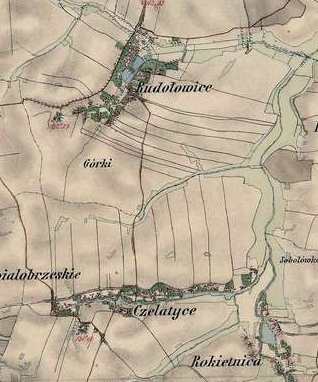
Czelatyce und Rudołowice auf der Franziszeischen Landesaufnahme um die Mitte des 19. Jahrhunderts

Das Dorf wurde im 14. Jahrhundert nach ruthenischem Recht gegründet aber wurde erst im Jahr 1393 als Czelatycze erstmals urkundlich erwähnt. Der Name ist vom ukrainischen Personennamen Telata (polnisch Cielęta) mit dem Suffix -ycze abgeleitet. Ab 1415 gehörte es zu Mikołaj (Nikolaus), dem Sohn von Konrad aus der Familie der Vögte von Ziębice (Münsterberg) in Niederschlesien, der das Dorf ins deutsche Recht übertrug.
Das Dorf in der Woiwodschaft Ruthenien wurde von Polen und Ruthenen bewohnt, jedoch mit der wachsenden Mehrheit von Polen: 1620 gab es 121 Römisch-Katholiken, im Jahr 1785 schon 426.
Bei der Ersten Teilung Polens kam Czelatyce 1772 zum neuen Königreich Galizien und Lodomerien des habsburgischen Kaiserreichs (ab 1804). Nach der Aufhebung der Patrimonialherrschaften bildete es eine Gemeinde im Bezirk Jaroslau. 1879 gab es im Dorf eine griechisch-katholische Kirche für um 90 Griechisch-Katholiken. Im Jahr 1900 hatte die Gemeinde Czelatyce 432 Hektar Fläche, 161 Häuser mit 870 Einwohnern, davon waren alle polnischsprachig, außer 825 Römisch-Katholiken gab es 81 Griechisch-Katholiken und 14 Juden.
1918, nach dem Ende des Ersten Weltkriegs, dem Zusammenbruch der k.u.k. Monarchie und dem Ende des Polnisch-Ukrainischen Kriegs, kam der Ort zu Polen.
Im Jahre 1921 hatte die Gemeinde 189 Häuser mit 1115 Einwohnern, davon alle deklarierten sich als Polen, es gab 4 Griechisch-Katholiken und 11 Israeliten.
In der Zwischenkriegszeit entwickelte sich stark die Bauernbewegung. Während des Zweiten Weltkrieges entstand eine Truppe von Bataliony Chłopskie. Am 8. März 1943 wurde das Dorf von deutschen Besatzern angegriffen, unter anderem wegen der Aktivität der Partisanen. 1942 bis 1943 wurden 16 Juden von der Gestapo getötet.
Von 1975 bis 1998 gehörte Przemyśl zur Woiwodschaft Przemyśl.